# Ulrich Mühe
Friedrich Hans Ulrich Mühe, född 20 juni 1953 i Grimma i Sachsen (dåvarande Östtyskland), död 22 juli 2007 i Walbeck i Sachsen-Anhalt, var en tysk skådespelare. Mühe studerade vid Hans Ottos teaterhögskola i Leipzig och fick de första rollerna vid Berliner Volksbühne och Deutsche Theater i Berlin. Han arbetade länge på scen innan han blev anlitad som tv- och filmskådespelare.
Ulrich Mühe var gift med skådespelerskan Jenny Gröllmann, som han hade en dotter tillsammans med, samt skådespelerskan Anna Maria Mühe. I april 2006 gifte han sig med skådespelerskan Susanne Lothar och bodde med henne och hennes två barn i Berlin.
Ulrich Mühe tog emot pris för Bästa skådespelare vid Europeiska filmgalan för sin roll i De andras liv där han spelar en Stasi-agent som spionerar på en författare i 1980-talets Östtyskland.
I en artikel som publicerades i Die Welt 21 juli 2007 diskuterade han sin diagnos som visade att han hade magcancer och att han skulle ta en paus i sitt skådespeleri. Han avled redan följande dag.

## Filmografi
- 2002 – Goebbels und Geduldig
- 2006 – De andras liv